# Unterseeboot 520
Le Unterseeboot 520 (ou U-520) est un sous-marin allemand utilisé par la Kriegsmarine pendant la Seconde Guerre mondiale.

## Historique
Après avoir reçu sa formation de base à Stettin dans la 4. Unterseebootsflottille jusqu'au 30 septembre 1942, il rejoint sa flottille de combat à Lorient, dans la 2. Unterseebootsflottille.
L'U-520 a coulé le 30 octobre 1942 à 27 milles nautiques à l'est de Saint-Jean de Terre-Neuve à la position géographique de 47° 47′ N, 49° 50′ O par des charges de profondeur lancées par un avion canadien Douglas B-18A de l'escadron RCAF Sqdn 10/742.
Les 53 membres de l'équipage meurent dans cette attaque.
Le 18 janvier 2006, un article dans le Edmonton Journal rapporte qu'une équipe de plongeurs recherche les U-Boote U-520 et U-190 coulés au large des côtes canadiennes.

## Affectations successives
- 4. Unterseebootsflottille du 19 mai 1942 au 30 septembre 1942
- 2. Unterseebootsflottille du 1er octobre 1942 au 30 octobre 1942

## Commandement
- Kapitänleutnant Volkmar Schwartzkopff du 19 mai 1942 au 30 octobre 1942

## Navires coulés
L'U-520 n'a coulé, ni endommagé aucun navire pendant l'unique patrouille qu'il effectua.

## Sources
- (en) Cet article est partiellement ou en totalité issu de l’article de Wikipédia en anglais intitulé « German submarine U-520 » (voir la liste des auteurs).